# Coppa Italia 2023-2024 (hockey su ghiaccio)
La Coppa Italia 2023-2024 di hockey su ghiaccio è stata la 28ª edizione dell'omonimo torneo.
La competizione si è svolta tra il 27 dicembre 2023 e il 21 gennaio 2024, con la fase finale che ha avuto luogo presso l'Acinque Ice Arena di Varese.

## Partecipanti
Come nella stagione precedente, la Coppa Italia non è stata contesa soltanto dalle squadre iscritte nella serie cadetta (Italian Hockey League), ma anche da quelle partecipanti alla terza divisione (Italian Hockey League - Division I); agli ottavi di finale, iniziati il 27 dicembre 2023, hanno infatti avuto accesso tutte le undici compagini dell'Italian Hockey League e le prime cinque classificate al termine della regular season dell'Italian Hockey League - Division I.

## Formula
La Coppa Italia è stata assegnata tramite un torneo a eliminazione diretta a partire dagli ottavi di finale.
Gli ottavi di finale e i quarti di finale si sono disputati in partite di andata e ritorno, con la prima gara in casa della squadra peggio classificata; una squadra avrebbe passato il turno nel caso in cui avesse vinto entrambe le gare o nel caso in cui ne avesse pareggiata una vincendo l'altra: i tempi supplementari erano previsti solo al termine della seconda gara, nel caso in cui i due incontri fossero terminati con una vittoria per parte o con due pareggi (non contava la differenza reti). Le semifinali e la finale si disputeranno in gara secca presso l'Acinque Ice Arena di Varese.
Tutti gli accoppiamenti del tabellone sono stati determinati tramite il sistema del pick. Le prime sette squadre di IHL, seguendo l'ordine di classifica al termine della stagione regolare, hanno scelto il proprio avversario per gli ottavi di finale.

## Tabellone
|  | Ottavi di finale    | Ottavi di finale | Ottavi di finale | Ottavi di finale |   |                 | Quarti di finale | Quarti di finale | Quarti di finale | Quarti di finale |         |                 | Semifinali | Semifinali |  |         | Finale | Finale | Finale |
|  |                     |                  |                  |                  |   |                 |                  |                  |                  |                  |         |                 |            |            |  |         |        |        |        |
|  | Pergine             | 7                | 9                | 16               |   |                 |                  |                  |                  |                  |         |                 |            |            |  |         |        |        |        |
|  | Gherdëina C         | 1                | 1                | 2                |   |                 |                  |                  |                  |                  |         |                 |            |            |  |         |        |        |        |
|  | Gherdëina C         | 1                | 1                | 2                |   | Pergine         | 10               | 1                | 11               |                  |         |                 |            |            |  |         |        |        |        |
|  |                     |                  |                  |                  |   | Pergine         | 10               | 1                | 11               |                  |         |                 |            |            |  |         |        |        |        |
|  |                     | Como             | 1                | 1                | 2 |                 |                  |                  |                  |                  |         |                 |            |            |  |         |        |        |        |
|  | Como                | Como             | 1                | 1                | 2 | 2               | 5                | 7†               |                  |                  |         |                 |            |            |  |         |        |        |        |
|  | Como                |                  |                  |                  |   | 2               | 5                | 7†               |                  |                  |         |                 |            |            |  |         |        |        |        |
|  | Valpellice Bulldogs | 4                | 0                | 4                |   |                 |                  |                  |                  |                  |         |                 |            |            |  |         |        |        |        |
|  | Valpellice Bulldogs | 4                | 0                | 4                |   |                 |                  |                  |                  |                  | Pergine | 6               |            |            |  |         |        |        |        |
|  |                     |                  |                  |                  |   |                 |                  |                  |                  |                  | Pergine | 6               |            |            |  |         |        |        |        |
|  |                     | Eppan-Appiano    | 2                |                  |   |                 |                  |                  |                  |                  |         |                 |            |            |  |         |        |        |        |
|  | Eppan-Appiano       | Eppan-Appiano    | 2                | 6                | 4 | 10              |                  |                  |                  |                  |         |                 |            |            |  |         |        |        |        |
|  | Eppan-Appiano       |                  |                  | 6                | 4 | 10              |                  |                  |                  |                  |         |                 |            |            |  |         |        |        |        |
|  | Piné                | 2                | 1                | 3                |   |                 |                  |                  |                  |                  |         |                 |            |            |  |         |        |        |        |
|  | Piné                | 2                | 1                | 3                |   | Eppan-Appiano   | 5                | 2                | 7†               |                  |         |                 |            |            |  |         |        |        |        |
|  |                     |                  |                  |                  |   | Eppan-Appiano   | 5                | 2                | 7†               |                  |         |                 |            |            |  |         |        |        |        |
|  |                     | Alleghe          | 0                | 3                | 3 |                 |                  |                  |                  |                  |         |                 |            |            |  |         |        |        |        |
|  | Alleghe             | Alleghe          | 0                | 3                | 3 | 5               | 6                | 11               |                  |                  |         |                 |            |            |  |         |        |        |        |
|  | Alleghe             |                  |                  |                  |   | 5               | 6                | 11               |                  |                  |         |                 |            |            |  |         |        |        |        |
|  | Dobbiaco            | 4                | 3                | 7                |   |                 |                  |                  |                  |                  |         |                 |            |            |  |         |        |        |        |
|  | Dobbiaco            | 4                | 3                | 7                |   |                 |                  |                  |                  |                  |         |                 |            |            |  | Pergine | 4      |        |        |
|  |                     |                  |                  |                  |   |                 |                  |                  |                  |                  |         |                 |            |            |  | Pergine | 4      |        |        |
|  |                     |                  | Kaltern-Caldaro  | 1                |   |                 |                  |                  |                  |                  |         |                 |            |            |  |         |        |        |        |
|  | Kaltern-Caldaro     | 5                | Kaltern-Caldaro  | 1                | 3 | 8               |                  |                  |                  |                  |         |                 |            |            |  |         |        |        |        |
|  | Kaltern-Caldaro     | 5                |                  |                  | 3 | 8               |                  |                  |                  |                  |         |                 |            |            |  |         |        |        |        |
|  | Val Venosta         | 1                | 3                | 4                |   |                 |                  |                  |                  |                  |         |                 |            |            |  |         |        |        |        |
|  | Val Venosta         | 1                | 3                | 4                |   | Kaltern-Caldaro | 2                | 6                | 8                |                  |         |                 |            |            |  |         |        |        |        |
|  |                     |                  |                  |                  |   | Kaltern-Caldaro | 2                | 6                | 8                |                  |         |                 |            |            |  |         |        |        |        |
|  |                     | Valdifiemme      | 2                | 4                | 6 |                 |                  |                  |                  |                  |         |                 |            |            |  |         |        |        |        |
|  | Valdifiemme         | Valdifiemme      | 2                | 4                | 6 | 4               | 9                | 13               |                  |                  |         |                 |            |            |  |         |        |        |        |
|  | Valdifiemme         |                  |                  |                  |   | 4               | 9                | 13               |                  |                  |         |                 |            |            |  |         |        |        |        |
|  | Ares Sport          | 4                | 4                | 8                |   |                 |                  |                  |                  |                  |         |                 |            |            |  |         |        |        |        |
|  | Ares Sport          | 4                | 4                | 8                |   |                 |                  |                  |                  |                  |         | Kaltern-Caldaro | 4          |            |  |         |        |        |        |
|  |                     |                  |                  |                  |   |                 |                  |                  |                  |                  |         | Kaltern-Caldaro | 4          |            |  |         |        |        |        |
|  |                     | Varese           | 2                |                  |   |                 |                  |                  |                  |                  |         |                 |            |            |  |         |        |        |        |
|  | Varese              | Varese           | 2                | 7                | 5 | 12              |                  |                  |                  |                  |         |                 |            |            |  |         |        |        |        |
|  | Varese              |                  |                  | 7                | 5 | 12              |                  |                  |                  |                  |         |                 |            |            |  |         |        |        |        |
|  | Chiavenna           | 0                | 1                | 1                |   |                 |                  |                  |                  |                  |         |                 |            |            |  |         |        |        |        |
|  | Chiavenna           | 0                | 1                | 1                |   | Varese          | 4                | 3                | 7                |                  |         |                 |            |            |  |         |        |        |        |
|  |                     |                  |                  |                  |   | Varese          | 4                | 3                | 7                |                  |         |                 |            |            |  |         |        |        |        |
|  |                     | Feltreghiaccio   | 3                | 0                | 3 |                 |                  |                  |                  |                  |         |                 |            |            |  |         |        |        |        |
|  | Feltreghiaccio      | Feltreghiaccio   | 3                | 0                | 3 | 8               | 2                | 10               |                  |                  |         |                 |            |            |  |         |        |        |        |
|  | Feltreghiaccio      |                  |                  |                  |   | 8               | 2                | 10               |                  |                  |         |                 |            |            |  |         |        |        |        |
|  | Bressanone-Brixen   | 2                | 2                | 4                |   |                 |                  |                  |                  |                  |         |                 |            |            |  |         |        |        |        |

Legenda: †: vittoria ai tempi supplementari

## Incontri

### Ottavi di finale

#### Andata
| Bressanone 26 dicembre 2023, ore 19:00 | Bressanone-Brixen                | 2 – 8 (0:2; 1:4; 1:2) referto | Feltreghiaccio | Palaghiaccio Bressanone (80 spett.)\| Arbitri: \| Alessio Bedana Turo Samuel Virta \| |
| Arbitri:                               | Alessio Bedana Turo Samuel Virta |                               |                |                                                                                       |

| Aosta 27 dicembre 2023, ore 19:30 | Ares Sport                      | 4 – 4 (2:2; 1:1; 1:1) referto | Valdifiemme | Palaghiaccio di Aosta (654 spett.)\| Arbitri: \| Jeremy Bassani Thomas Formaioni \| |
| Arbitri:                          | Jeremy Bassani Thomas Formaioni |                               |             |                                                                                     |

| Laces 27 dicembre 2023, ore 20:00 | Val Venosta                         | 1 – 5 (1:4; 0:0; 0:1) referto | Kaltern-Caldaro | IceForum (149 spett.)\| Arbitri: \| Andrea Benvegnù Federico Stefenelli \| |
| Arbitri:                          | Andrea Benvegnù Federico Stefenelli |                               |                 |                                                                            |

| Chiavenna 27 dicembre 2023, ore 20:00 | Chiavenna                     | 0 – 7 (0:2; 0:4; 0:1) referto | Varese | Palaghiaccio di Chiavenna (429 spett.)\| Arbitri: \| Paolo Brondi Simone Soraperra \| |
| Arbitri:                              | Paolo Brondi Simone Soraperra |                               |        |                                                                                       |

| Dobbiaco 27 dicembre 2023, ore 20:00 | Dobbiaco                    | 4 – 5 (0:1; 2:3; 2:1) referto | Alleghe | Palaghiaccio di Dobbiaco (337 spett.)\| Arbitri: \| Alex Lazzeri Andrea Moschen \| |
| Arbitri:                             | Alex Lazzeri Andrea Moschen |                               |         |                                                                                    |

| Torre Pellice 27 dicembre 2023, ore 20:30 | Valpellice Bulldogs      | 4 – 2 (0:0; 4:2; 0:0) referto | Como | Pala Cotta Morandini (473 spett.)\| Arbitri: \| Nicola Basso Simone Lega \| |
| Arbitri:                                  | Nicola Basso Simone Lega |                               |      |                                                                             |

| Selva di Val Gardena 27 dicembre 2023, ore 20:30 | Gherdëina C                    | 1 – 7 (0:3; 0:1; 1:3) referto | Pergine | Pranives (672 spett.)\| Arbitri: \| Patrick Theo Gruber Omar Piniè \| |
| Arbitri:                                         | Patrick Theo Gruber Omar Piniè |                               |         |                                                                       |

| Baselga di Piné 27 dicembre 2023, ore 20:30 | Piné                         | 2 – 6 (0:2; 2:2; 0:2) referto | Eppan-Appiano | Ice Rink Piné (105 spett.)\| Arbitri: \| Cristiano Biacoli Luca Zatta \| |
| Arbitri:                                    | Cristiano Biacoli Luca Zatta |                               |               |                                                                          |

#### Ritorno
| Feltre 29 dicembre 2023, ore 20:30 | Feltreghiaccio            | 2 – 2 (1:0; 1:0; 0:2) referto | Bressanone-Brixen | Drio Le Rive (681 spett.)\| Arbitri: \| Massimo De Col Omar Piniè \| |
| Arbitri:                           | Massimo De Col Omar Piniè |                               |                   |                                                                      |

| Cavalese 30 dicembre 2023, ore 20:30 | Valdifiemme                             | 9 – 4 (1:1; 5:1; 3:2) referto | Ares Sport | Palazzetto del Ghiaccio di Cavalese (1123 spett.)\| Arbitri: \| Mirco Fabrizio Da Pian Simone Soraperra \| |
| Arbitri:                             | Mirco Fabrizio Da Pian Simone Soraperra |                               |            | |

| Caldaro sulla Strada del Vino 30 dicembre 2023, ore 18:00 | Kaltern-Caldaro            | 3 – 3 (1:2; 1:0; 1:1) referto | Val Venosta | Palaghiaccio Caldaro (195 spett.)\| Arbitri: \| Thomas Egger Fabio Tirelli \| |
| Arbitri:                                                  | Thomas Egger Fabio Tirelli |                               |             |                                                                               |

| Varese 30 dicembre 2023, ore 18:30 | Varese                           | 5 – 1 (2:0; 1:0; 2:1) referto | Chiavenna | Acinque Ice Arena (758 spett.)\| Arbitri: \| Thomas Formaioni Melissa Boverio \| |
| Arbitri:                           | Thomas Formaioni Melissa Boverio |                               |           |                                                                                  |

| Alleghe 30 dicembre 2023, ore 20:30 | Alleghe                      | 6 – 3 (0:1; 3:0; 3:1) referto | Dobbiaco | Stadio Alvise De Toni (1150 spett.)\| Arbitri: \| Cristiano Biacoli Luca Zatta \| |
| Arbitri:                            | Cristiano Biacoli Luca Zatta |                               |          |                                                                                   |

| Como 30 dicembre 2023, ore 18:30 | Como                             | 4 – 2 (d.t.s.) (1:0; 2:0; 1:0; 1:0) referto | Valpellice Bulldogs | Palaghiaccio Casate (99 spett.)\| Arbitri: \| Jeremy Bassani Turo Samuel Virta \| |
| Arbitri:                         | Jeremy Bassani Turo Samuel Virta |                                             |                     |                                                                                   |

| Pergine Valsugana 30 dicembre 2023, ore 18:45 | Pergine                           | 9 – 1 (1:0; 4:0; 4:1) referto | Gherdëina C | Stadio del ghiaccio di Pergine (253 spett.)\| Arbitri: \| Federico Giacomozzi Stefano Ricco \| |
| Arbitri:                                      | Federico Giacomozzi Stefano Ricco |                               |             |                                                                                                |

| Appiano sulla Strada del Vino 30 dicembre 2023, ore 18:45 | Eppan-Appiano                     | 4 – 1 (1:0; 2:0; 1:1) referto | Piné | Stadio del Ghiaccio di Appiano (330 spett.)\| Arbitri: \| Patrick Theo Gruber Antonio Piras \| |
| Arbitri:                                                  | Patrick Theo Gruber Antonio Piras |                               |      |                                                                                                |

### Quarti di finale

#### Andata
| Como 10 gennaio 2024, ore 20:30 | Como                        | 1 – 10 (0:4; 0:3; 1:3) referto | Pergine | Palaghiaccio Casate (99 spett.)\| Arbitri: \| Jeremy Bassani Nicola Basso \| |
| Arbitri:                        | Jeremy Bassani Nicola Basso |                                |         |                                                                              |

| Alleghe 11 gennaio 2024, ore 20:30 | Alleghe                            | 0 – 5 (0:2; 0:1; 0:2) referto | Eppan-Appiano | Stadio Alvise De Toni (305 spett.)\| Arbitri: \| Alessio Bedana Patrick Theo Gruber \| |
| Arbitri:                           | Alessio Bedana Patrick Theo Gruber |                               |               |                                                                                        |

| Cavalese 11 gennaio 2024, ore 20:30 | Valdifiemme                | 2 – 2 (0:0; 1:0; 1:2) referto | Kaltern-Caldaro | Palazzetto del Ghiaccio di Cavalese (412 spett.)\| Arbitri: \| Alex Lazzeri Fabio Tirelli \| |
| Arbitri:                            | Alex Lazzeri Fabio Tirelli |                               |                 |                                                                                              |

| Feltre 11 gennaio 2024, ore 20:30 | Feltreghiaccio                | 3 – 4 (0:4; 1:0; 2:0) referto | Varese | Drio Le Rive (403 spett.)\| Arbitri: \| Massimo De Col Federico Rivis \| |
| Arbitri:                          | Massimo De Col Federico Rivis |                               |        |                                                                          |

#### Ritorno
| Pergine Valsugana 16 gennaio 2024, ore 20:30 | Pergine                          | 1 – 1 (0:0; 1:1; 0:0) referto | Como | Stadio del Ghiaccio di Pergine (298 spett.)\| Arbitri: \| Cristiano Biacoli Massimo Da Col \| |
| Arbitri:                                     | Cristiano Biacoli Massimo Da Col |                               |      |                                                                                               |

| Appiano sulla Strada del Vino 16 gennaio 2024, ore 19:30 | Eppan-Appiano                    | 2 – 3 (d.t.s.) (0:1; 0:0; 1:2; 1:0) referto | Alleghe | Stadio del Ghiaccio di Appiano (140 spett.)\| Arbitri: \| Federico Stefanelli Thomas Egger \| |
| Arbitri:                                                 | Federico Stefanelli Thomas Egger |                                             |         |                                                                                               |

| Caldaro sulla Strada del Vino 16 gennaio 2024, ore 20:30 | Kaltern-Caldaro                            | 6 – 4 (0:0; 2:1; 4:1) referto | Valdifiemme | Palaghiaccio Caldaro (215 spett.)\| Arbitri: \| Mirco Fabrizio Da Pian Patrick Theo Gruber \| |
| Arbitri:                                                 | Mirco Fabrizio Da Pian Patrick Theo Gruber |                               |             |                                                                                               |

| Varese 16 gennaio 2024, ore 20:30 | Varese                      | 3 – 0 (0:0; 1:0; 2:0) referto | Feltreghiaccio | Acinque Ice Arena (802 spett.)\| Arbitri: \| Melissa Boverio Simone Lega \| |
| Arbitri:                          | Melissa Boverio Simone Lega |                               |                |                                                                             |

### Final Four

#### Semifinali
| Varese 20 gennaio 2024, ore 15:00 | Pergine                      | 6 – 2 (2:1; 4:0; 0:1) referto | Eppan-Appiano | Acinque Ice Arena (248 spett.)\| Arbitri: \| Jeremy Bassani Fabio Tirelli \| |
| Arbitri:                          | Jeremy Bassani Fabio Tirelli |                               |               |                                                                              |

| Varese 20 gennaio 2024, ore 19:00 | Kaltern-Caldaro                    | 4 – 2 (1:0; 0:1; 3:1) referto | Varese | Acinque Ice Arena (1100 spett.)\| Arbitri: \| Alessio Bedana Patrick Theo Gruber \| |
| Arbitri:                          | Alessio Bedana Patrick Theo Gruber |                               |        |                                                                                     |

#### Finale
| Varese 21 gennaio 2024, ore 19:30 | Pergine                             | 4 – 1 (3:1; 0:0; 1:0) referto | Kaltern-Caldaro | Acinque Ice Arena (754 spett.)\| Arbitri: \| Nicola Basso Mirco Fabrizio Da Pian \| |
| Arbitri:                          | Nicola Basso Mirco Fabrizio Da Pian |                               |                 |                                                                                     |